# اچ‌ام‌اس نیجر (۱۸۴۶)
اچ‌ام‌اس نیجر (۱۸۴۶) (به انگلیسی: HMS Niger (1846)) یک کشتی بود که طول آن ۱۹۴ فوت ۴ اینچ (۵۹٫۲۳ متر) بود. این کشتی در سال ۱۸۴۶ ساخته شد.